# Rote Turbane
Der sozialreligiöse Aufstand der Roten Turbane 1352 bis 1365 stürzte die Mongolenherrschaft über China und leitete unter Zhu Yuanzhang den Übergang zur Ming-Dynastie ein. Ihr Name geht auf ihre roten Kopftücher zurück.

## Erstes Auftreten
Die Gläubigen tauchten zuerst in den 1330er Jahren in Jiangxi und Hunan auf und verbreiteten sich dann durch halb China. Begünstigt durch Hungersnot und Epidemien schufen sie in den Provinzen lokale Sekten-Zentren. 1324 hatte der Gelbe Fluss seinen Lauf verlagert, acht Millionen Menschen starben an der folgenden Hungersnot, und in den 1330ern verschlimmerten sich die Überschwemmungen des Gelben Flusses, was zur anhaltenden Instabilität der betroffenen Regionen führte. Auch 1344 gab es wieder eine große Überschwemmung des Gelben Flusses. Die Yuan-Verwaltung war unfähig, das Problem in den Griff zu bekommen.
Die Sekten pflegten nächtliche Zusammenkünfte von Frauen und Männern, verbrannten Weihrauch und beteten den zukünftigen Buddha Maitreya an (Buddhismus mit manichäischen Einflüssen). Die Ablehnung der üblichen Autoritäten, konspirativer Zusammenhalt und Kompromisslosigkeit kamen hinzu. In der Folge wurden sie in den Untergrund gedrängt, da die Regierung sie als gefährlich ansah. Mit dem Ausbrechen des Aufstandes wurden sie bzw. ihr militärischer Arm unter dem Begriff „Rote Turbane“ zusammengefasst und gekennzeichnet.
Die jüngere Forschung sieht in dem buddhistischen Mönch Peng Yingyu den geistigen Kristallisationspunkt der Rebellion. Er musste nach einem erfolglosen Aufstand in Yüan-chou 1338 nordwärts fliehen und wanderte anschließend mehrere Jahre entlang des unteren Huanghe und des Huai. In den 40ern tauchten dann die Ideologien der Roten Turbane in der Huai-Region auf. Allein für das Jahr 1341 wurden für 300 Orte, in den Gebieten von Hunan bis Shandong Bauernrebellionen bzw. das „Banditenunwesen“ allgemein verzeichnet. Peng Yingyu wird es zugeschrieben, den jahrhundertealten Maitreya-Kult der Weißen Lotus-Sekte für die soziale Massenbewegung tauglich gemacht zu haben. Irgendwann zwischen 1348 und 1358 soll er getötet worden sein.

## Aufstandsausbruch und Aufstandsherde

### Ausbruch
Als 1351 die Dämme des Huanghe brachen, ließ der mongolische Kanzler Toghta in der bereits verarmten und unruhigen Region südlich der Shandong-Halbinsel durch den Beamten Jia Lu einen neuen Kanal bauen. Es gelang der Weißen Lotus-Sekte dort erstmals, Widerstand unter den rund 150 000 Zwangsarbeitern zu organisieren. Die Umleitung des Huanghe war zwar erfolgreich, aber unmittelbar danach begann in den geplagten Regionen ein Aufstand bis dahin ungekannten Ausmaßes. Die Yuan-Befehlshaber verloren bei mehreren Gelegenheiten die Kontrolle und Toghta musste nun selbst den Oberbefehl übernehmen. Er wurde trotz erster Erfolge 1355 vom Kaiser Toghan Timur entlassen, womit sich seine Armee vor Kao-yu (in Jiangsu) auflöste und die Zentralregierung den Einfluss auf die mongolischen Warlords im Norden verlor, die sich in der Folge eigene Machtbasen schufen.

### Der nördliche Flügel
Unter den Rebellenorganisationen hatten die Roten Turbane (hóngjīn 红巾) das größte Ansehen, sie waren der stärkste militärische Arm der Rebellen. Der erste Anführer der Roten Turbane war Han Shantong, der Enkel eines Weißer Lotus-Führers, der den Aufstand im Huai-Gebiet leitete, als die Inkarnation des zukünftigen Buddha Maitreya angesehen und als Nachkomme der Song ausgegeben wurde. Ihm schloss sich dann 1352 Guo Zixing an, der Sohn eines Wahrsagers, der schon 1355 starb. Han Shantong selbst wurde von mongolischen Truppen gestellt und getötet, seine Frau und sein junger Sohn Han Lin’er entkamen.
Han Lin’er (韓林兒) wurde dann 1355 von Liu Futong (劉福通), seinem „ersten Minister“, unter dem Titel „Ming-wang“ zum Kaiser der „Sung“ ausgerufen, natürlich ebenso als Erscheinung des Maitreya. Seine Truppen besetzten im Juni 1358 Kaifeng und bedrohten die Hauptstadt Peking (damals: Dadu bzw. Khan-balyq) selbst, als Streitigkeiten unter seinen Generälen ausbrachen. Und zwar wurde der erfolgreiche General Mao Kuei getötet, der sich in Shandong festgesetzt hatte und die Fraktionsführer fielen übereinander her. Der Mongolen-Warlord Cayan Timur (in Taiyuan, Shanxi) sah seine Chance und rückte 1359 gleichzeitig mit drei Armeen nach Kaifeng vor. Liu Futong kam bald ums Leben, Han Lin’er alias „Ming-wang“ konnte fliehen und ertrank 1367 im Yangtse.
Mit der Niederlage von 1359 war der Zusammenhalt der „nördlichen“ Roten Turbane aufgehoben, es entstanden unabhängige Aufstandszentren in Shandong, Liaoning und in Anhui, wobei das wichtigste das von Zhu Yuanzhang war, dem späteren ersten Ming-Kaiser.

### Der südliche Flügel
Daneben gab es noch weitere Anführer der Roten Turbane, insbesondere den ehemaligen Tuchmacher Xu Shouhui am mittleren Yangtse, der nach seinem Sieg über die Yuan-Flotte an den Han-chuen-Untiefen 1356 mehrere Städte (unter anderem das heutige Wuhan) besetzte und ebenfalls als Inkarnation des Maitreya ausgegeben wurde. Er proklamierte die „Tianwan“-Dynastie und gilt als Kopf des sogenannten „südlichen“ (oder: westlichen) Flügels der Roten Turbane. Xu Shouhui wurde 1359 von seinem Stellvertreter Chen Youliang samt seinen Anhängern zwischen zwei Toren eingeschlossen und nach einem Pfeilhagel getötet. Letzterer proklamierte sich zum Prinzen der „Han“-Dynastie in Hubei und Jiangxi.
Der südliche Flügel (der von Xu Shouhui) und der nördliche Flügel (der von Han Lin'er) teilten zwar die gleiche Ideologie, aber keine gemeinsame Organisation. Die mangelnde Zusammenarbeit lag vielleicht auch an der Quertreiberei Zhu Yuanzhangs, eines Unterführers des nördlichen Flügels, der im Süden operierte.
Ein gesonderter Ableger des Südflügels existierte in Sichuan, und zwar unter Ming Yü-chen (gest.1366), der auch Xu Shouhuis Mörder Chen You-liang nicht anerkannte.

## Zhu Yuanzhang
Der kommende Mann unter den Rebellenführern war jedoch Zhu Yuanzhang, ein Pachtbauernsohn, Ex-Mönch und Schwiegersohn Guo Zixings. Zhu Yuanzhang wollte von den sozialreligiösen Ideen der Roten Turbane bald nichts mehr wissen, hielt sie für närrisch und setzte stattdessen auf ordnungsgemäße Beamte und die etablierten gesellschaftlichen Strukturen. Mit der Eroberung von Nanjing 1356, Yangzhou 1357 und Umgebung bis 1359 brachte Zhu Yuanzhang die Nachschubwege des Nordens unter seine Kontrolle und schnürte so die Versorgung der Hauptstadt ab. In Nanjing begann er mit der Einrichtung einer regulären Verwaltung. Schon 1363 gab er 38 Millionen Münzen heraus.
Der Aufstieg Zhu Yuanzhangs – verbunden mit der Beseitigung seiner Rivalen unter den Roten Turbanen und weiteren Rebellenführern – führte zur Gründung der Ming-Dynastie. Der gefährlichste Gegner war sicherlich Chen Youliang, der in der Flottenschlacht auf dem Poyang-See 1363 besiegt und durch einen Pfeilschuss getötet wurde. Zwischen 1363 und 1367 besiegte Zhu dann Zhang Shicheng, einen ehemaligen Salzschmuggler, der nicht zu den Roten Turbanen zählte und sich in Jiangsu festgesetzt hatte. Der Pirat Fang Guozhen in Zhejiang unterwarf sich Ende 1367 und wurde verschont, da Zhu Yuanzhang schnell dessen Flottenhilfe für die Eroberung der Südküste benötigte, wo sich zwei weitere Warlords hielten.
Nachdem so der bedeutendere Teil des Südens unter Zhu Yuanzhangs Kontrolle geriet, sandte er seine Armee unter den Generälen Xu Da und Chang-yu-chun nach Norden. 1368 fiel die Yuan-Dynastie, der Kaiser Toghan Timur floh aus Peking.